# Aplochlora vivilaca
Aplochlora vivilaca là một loài bướm đêm trong họ Geometridae.